# Mistrzostwa Polski w Badmintonie 1981
17. Mistrzostwa Polski w badmintonie odbyły się w dniach 3–5 kwietnia 1981 roku we Wrocławiu.

## Klasyfikacja medalowa
| Konkurencja:            | Złoto:                                                                    | Srebro:                                                                   | Brąz: |
| gra pojedyncza kobiet   | Bożena Wojtkowska (Technik Głubczyce)                                     | Elżbieta Utecht (AZS AWF Wrocław)                                         | Ewa Rusznica (Technik Głubczyce) Maria Bahryj (Technik Głubczyce)                                                                               |
| gra pojedyncza mężczyzn | Brunon Rduch (Unia Bieruń Stary)                                          | Janusz Labisko (Bolesław Bukowno)                                         | Stanisław Rosko (Technik Głubczyce) Jerzy Gwóźdź (Unia Bieruń Stary)                                                                            |
| gra podwójna kobiet     | Bożena Wojtkowska (Technik Głubczyce) Zofia Żółtańska (Technik Głubczyce) | Maria Bahryj (Technik Głubczyce) Ewa Rusznica (Technik Głubczyce)         | Wanda Czamańska (AZS AWF Wrocław) Iwona Nabiałek (Unia Bieruń Stary) Ewa Krawczyk (AZS AWF Wrocław) Elżbieta Utecht (AZS AWF Wrocław)           |
| gra podwójna mężczyzn   | Brunon Rduch (Unia Bieruń Stary) Norbert Węgrzyn (Unia Bieruń Stary)      | Janusz Labisko (Bolesław Bukowno) Zygmunt Skrzypczyński (AZS AWF Wrocław) | Kazimierz Ciurys (Technik Głubczyce) Stanisław Rosko (Technik Głubczyce) Krzysztof Bruchwalski (Start Gdynia) Jerzy Dołhan (Technik Głubczyce)  |
| gra mieszana            | Jerzy Dołhan (Technik Głubczyce) Ewa Rusznica (Technik Głubczyce)         | Brunon Rduch (Unia Bieruń Stary) Iwona Nabiałek (Unia Bieruń Stary)       | Kazimierz Ciurys (Technik Głubczyce) Bożena Wojtkowska (Technik Głubczyce) Stanisław Rosko (Technik Głubczyce) Maria Bahryj (Technik Głubczyce) |